# 李官炯
李 官炯（イ・グァニョン、朝鮮語: 이관형、1938年4月3日 - 2021年7月16日）は、大韓民国の裁判官、弁護士、政治家。第11代韓国国会議員。カトリック教徒。

## 経歴
日本統治時代の江原道（後の東海市）出身。ソウル大学校法科大学卒、同校司法大学院修了。1967年に司法試験に合格した後、春川地方法院江陵支院・全州地方法院判事、江陵市サッカー協会会長、弁護士、民主山岳会江原支部支部長、民主韓国党所属の国会議員、国会法制司法委員会幹事、民主党東海地区党委員長、大田地方弁護士会会長を歴任した。
2021年7月16日、江陵峨山病院で持病により死去。享年83。

## エピソード
1978年の弁護士在任中、1968〜69年に海上で拉北されたが、1978年に北朝鮮のスパイ容疑により起訴された漁師の弁護を担当した。その時は李が主張した警察の殴打・拷問行為は証拠に採用されなかったため、漁師は7年間の懲役刑を宣告された。2011年、真実和解のための過去史整理委員会の助けにより再審が開かれ、李が再び彼の弁護を担当すると、無罪判決を勝ち取った。